# Stephanothelys xystophylloides
Stephanothelys xystophylloides är en orkidéart som först beskrevs av Leslie Andrew Garay, och fick sitt nu gällande namn av Leslie Andrew Garay. Stephanothelys xystophylloides ingår i släktet Stephanothelys och familjen orkidéer. Inga underarter finns listade i Catalogue of Life.